# تین آونگ
تین آونگ (انگلیسی: Tin Aung؛ زادهٔ ۸ مهٔ ۱۹۴۶) بازیکن فوتبال اهل میانمار بود.
وی به‌همراه تیم ملی فوتبال میانمار در بازی‌های المپیک تابستانی ۱۹۷۲ شرکت کرده‌است.